# Middleton (Norfolk)
Middleton – wieś w Anglii, w hrabstwie Norfolk, w dystrykcie King’s Lynn and West Norfolk. Leży 57 km na zachód od Norwich i 141 km na północ od Londynu.
Miejscowość liczy 1516 mieszkańców.